# Stanislas Limousin

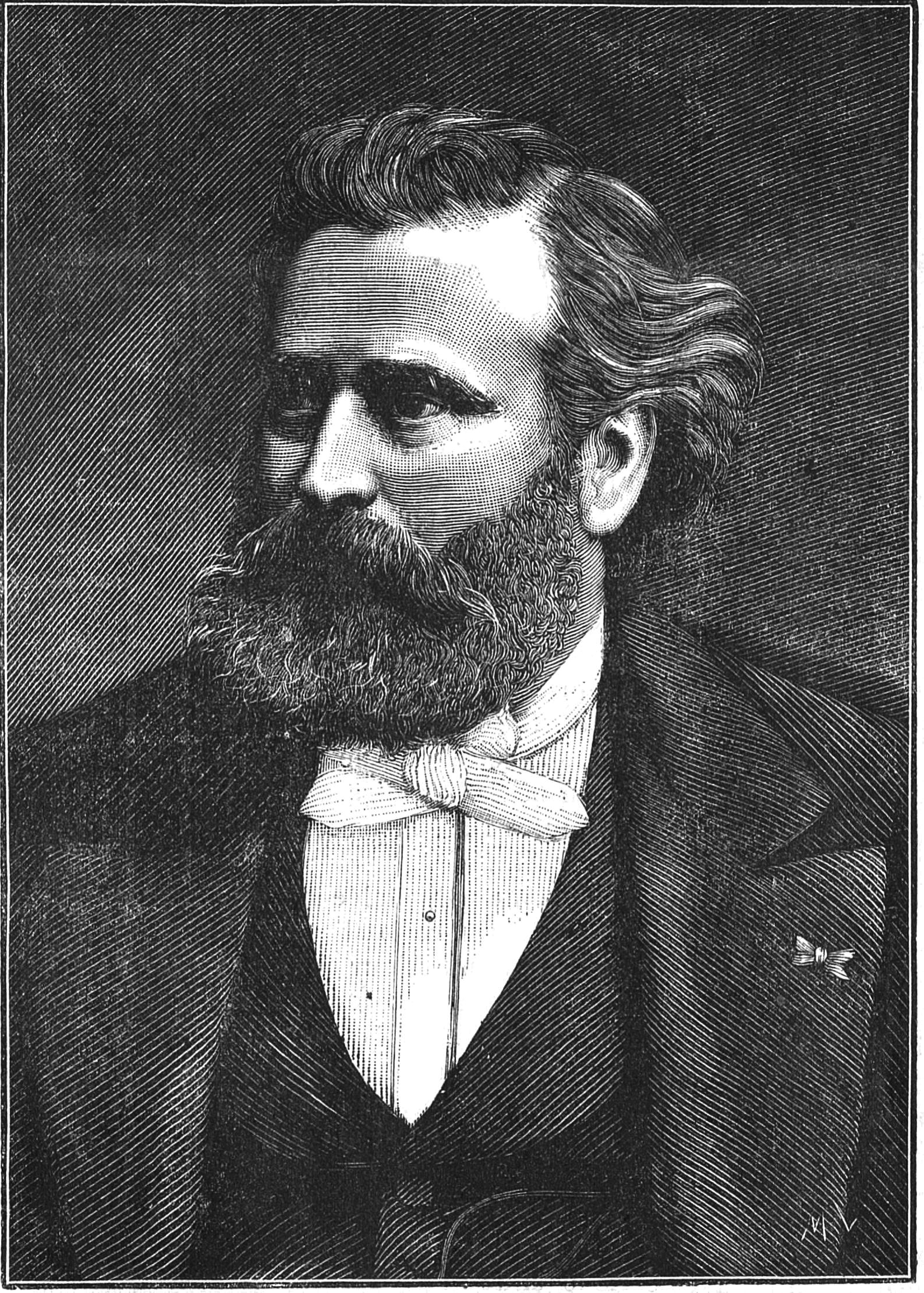
Portret

Stanislas Limousin (Ardentes, 29 mei 1831 - 7 april 1887) was een Frans apotheker en uitvinder. Hij droeg bij tot de ontwikkeling van de zuurstoffles.
Limousin trok na zijn studie aan het college van Châteauroux naar Parijs waar hij in de leer ging bij de apotheker Gobley. Vanaf 1855 was hij apotheker in verschillende Parijse ziekenhuizen en de gemeentelijke gezondheidsdienst. Daarna begon hij zijn eigen praktijk. Onder invloed van een andere leermeester, Demarquay, ondernam Limousin experimenten met het opslaan en toedienen van zuivere zuurstof om medische redenen. Hij bouwde verder op het werk van Demarquay, Claude Bernard en Paul Bert en ontwikkelde een methode om zuurstof op gemakkelijke en goedkope manier op te slaan voor medisch gebruik. Hij stond ook in voor de bereiding van zuurstofballonnen die werden gebruikt bij de ballonvlucht van de ballon Zénith op grote hoogte in 1875. Daarnaast ontwikkelde Limousin ook een procedé om slechtsmakende vaste geneesmiddelen toe te dienen via cachets.
Hij stierf in 1887 na een lang ziekbed.
- Bibliothèque nationale de France: cb16669565d (data)
- International Standard Name Identifier: 0000 0001 0874 2015
- Library of Congress Control Number: no2003038234
- Base Léonore: LH//1642/50
- Nederlandse Thesaurus van Auteursnamen: 197283438
- Système universitaire de documentation: 156595508
- Virtual International Authority File: 16909965
- WorldCat: E39PBJvxw7bp7GvRyCJMjtt3Qq